# Sonate pour piano et violon en fa majeur K. 376
La Sonate pour violon no 24 en fa majeur K. 376/374d est une sonate pour violon et piano de Mozart. Composée à Vienne en 1781, elle fut jouée par le violoniste Brunetti et le compositeur au piano le 8 avril 1781.  Elle a été publiée en juillet 1781 chez l'éditeur Artaria sous l'Opus 2 avec cinq sonates comprenant les sonates K. 296, K. 377, K. 378, K. 379, K. 380. Ce recueil de six sonates est dédié à Josepha Barbara Auernhammer.
L'autographe se trouve à la Pierpont Morgan Library.

## Analyse de l'œuvre
L'œuvre comporte trois mouvements :
1. Allegro, en fa majeur, à , 2 sections répétées 2 fois (mesures 1 à 47, mesures 48 à 120), 120 mesures - partition
2. Andante, en si bémol majeur, à 
, 92 mesures - partition
3. Rondeau: Allegretto grazioso, en fa majeur, à , 1 section répétée 2 fois (mesures 85 à 92), 203 mesures - partition

- Durée d'exécution: 20 minutes.

Introduction de l'Allegro:
La lecture audio n'est pas prise en charge dans votre navigateur. Vous pouvez télécharger le fichier audio.
Introduction de l'Andante:
La lecture audio n'est pas prise en charge dans votre navigateur. Vous pouvez télécharger le fichier audio.
Introduction au piano du Rondeau: Allegretto grazioso:
La lecture audio n'est pas prise en charge dans votre navigateur. Vous pouvez télécharger le fichier audio.